# Большепобединская
Большепобединская или Побединская — деревня в Нукутском районе Усть-Ордынского Бурятского округа Иркутской области. Входит в муниципальное образование «Хареты».

## География
Деревня расположена на левом берегу реки Тангутка в 30 км к юго-востоку от Саянска, в 28 км к северо-северо-западу от посёлка Новонукутский (райцентр) и в 220 км от Иркутска.
С трёх сторон окружена тайгой. В 1,5 км к юго-западу находится ближайшая деревня Задоновская.
С юга к селу подходит тупиковая подъездная дорога (через Хареты) от автодороги Залари — Балаганск.
В деревне одна улица — Центральная.

## Население
| 2002 | 2010 | 2011 | 2012 |
| ---- | ---- | ---- | ---- |
| 57   | ↘23  | →23  | →23  |